# Міяхара Ацудзі
Ацудзі Міяхара (яп. 宫原厚次; нар. 20 грудня 1958, префектура Каґосіма) — японський борець греко-римського стилю, разовий срібний та разовий бронзовий призер чемпіонатів світу, разовий срібний та разовий бронзовий призер чемпіонатів Азії, разовий срібний та разовий бронзовий призер Азійських ігор, разовий срібний та разовий бронзовий призер Кубків світу, учасник Олімпійських ігор.

## Життєпис
Закінчив середню школу Івакава в Кагосімі та Університет Тойо. У старшій школі він був дзюдоїстом, але в 1977 році вступив до Сил самооборони та перейшов на боротьбу. Він не досяг особливих успіхів на чемпіонаті світу 1979 року у ваговій категорії до 48 кг, але піднявся на вищу вагову категорію та посів друге місце на чемпіонаті світу 1981 року. У 1984 році Міяхара виграв золоту медаль на Олімпійських іграх в Лос-Анджелесі. Вигравши підгрупу з чотирма перемогами та діставшись фіналу, Міяхара здобув там перемогу над представником Мексики Даніелєм Асевесом.
Він продовжив демонструвати своє лідерство, перемігши на Азійських іграх 1986 року та здобуши бронзу чемпіонату світу того ж року.
На Олімпійських іграх у Сеулі, де очікування другої олімпійської перемоги були високими, він знову дістався фіналу, перемігши сильного радянського суперника Олександра Ігнатенка, але у фіналі зазнав поразки від Йона Реннінгена з Норвегії, якого переміг на попередій Олімпіаді, і здобув срібну олімпійську нагороду.
Виступав за спортивний клуб Сил самооборони, Сайтама. Тренер — Коїхіро Хіраяма.

## Результати начемпіонатах Японії з боротьби
- 1979 — чемпіон у ваговій категорії до 48 кг
- 1980 — третє місце у ваговій категорії до 48 кг
- 1981 — чемпіон у ваговій категорії до 52 кг
- 1982 — чемпіон у ваговій категорії до 52 кг
- 1983 — чемпіон у ваговій категорії до 52 кг
- 1984 — чемпіон у ваговій категорії до 52 кг
- 1985 — чемпіон у ваговій категорії до 52 кг
- 1986 — чемпіон у ваговій категорії до 52 кг
- 1987 — чемпіон у ваговій категорії до 52 кг
- 1988 — чемпіон у ваговій категорії до 52 кг

## Спортивні результати на міжнародних змаганнях

### Виступи на Олімпіадах
| Змагання                    | Збірна | Вагова категорія                 | Місце  |
| --------------------------- | ------ | -------------------------------- | ------ |
| Літні Олімпійські ігри 1984 | Японія | греко-римська боротьба, до 52 кг | Золото |
| Літні Олімпійські ігри 1988 | Японія | греко-римська боротьба, до 52 кг | Срібло |

### Виступи на Чемпіонатах світу
| Змагання                        | Збірна | Вагова категорія                 | Місце  |
| ------------------------------- | ------ | -------------------------------- | ------ |
| Чемпіонат світу з боротьби 1981 | Японія | греко-римська боротьба, до 52 кг | Срібло |
| Чемпіонат світу з боротьби 1982 | Японія | греко-римська боротьба, до 52 кг | 6      |
| Чемпіонат світу з боротьби 1983 | Японія | греко-римська боротьба, до 52 кг | 6      |
| Чемпіонат світу з боротьби 1985 | Японія | греко-римська боротьба, до 52 кг | 4      |
| Чемпіонат світу з боротьби 1986 | Японія | греко-римська боротьба, до 52 кг | Бронза |
| Чемпіонат світу з боротьби 1987 | Японія | греко-римська боротьба, до 52 кг | 13     |

### Виступи на Азійських іграх
| Змагання           | Збірна | Вагова категорія                 | Місце  |
| ------------------ | ------ | -------------------------------- | ------ |
| Азійські ігри 1986 | Японія | греко-римська боротьба, до 52 кг | Золото |

### Виступи на Кубках світу
| Змагання                    | Збірна | Вагова категорія                 | Місце  |
| --------------------------- | ------ | -------------------------------- | ------ |
| Кубок світу з боротьби 1982 | Японія | греко-римська боротьба, до 52 кг | Золото |

### Виступи на Універсіадах
| Змагання               | Збірна | Вагова категорія                 | Місце |
| ---------------------- | ------ | -------------------------------- | ----- |
| Літня Універсіада 1981 | Японія | греко-римська боротьба, до 52 кг | 4     |

### Виступи на інших змаганнях
| Змагання                           | Збірна | Вагова категорія                 | Місце |
| ---------------------------------- | ------ | -------------------------------- | ----- |
| Гран-прі Німеччини з боротьби 1979 | Японія | греко-римська боротьба, до 48 кг | 8     |